# Koptské písmo
Koptské písmo nebo koptská abeceda je písmo, které používá koptský jazyk, poslední vývojové stadium egyptštiny. Soubor znaků je založen na řecké abecedě rozšířené o znaky přebrané z démotického písma. Ve skutečnosti existuje několik koptských abeced, které odpovídají několika autochtonním větvím jazyka.

## Dějiny

Koptská písmena, pocházející z ozdobného bohairského textu

Historie koptského písmo začíná za Ptolemaiovců. Už v této době se řecká abeceda používala k přepisu démotických textů kvůli záznamu jejich přesného znění. Během prvních dvou století po Kr. vzniklo ve staré koptštině množství magických textů. Několik znaků pro specifické staroegyptské fonémy bylo odvozeno z démotického písma a pár z nich (ne všechny) se ujaly spolu s řeckými grafémy ve "skutečné" koptštině. S rozšířením křesťanství v Egyptě v druhé polovině 3. století se postupně ztratila znalost hieroglyfického a později i démotického písma. Zůstalo to, které bylo úzce spjato s koptskou ortodoxní církví. Ve 4. století se koptské písmo "standardizovalo" v sahidském dialektu. Kromě tohoto dialektu existovalo ještě několik dalších, které se od sebe navzájem lišily v určitých prvcích, včetně tvaru a výskytu grafém. V současnosti se koptská abeceda používá pouze v prostředí koptské církve. Všechny gnostické kodexy nalezené v Nag Hammádí byly napsány koptskou abecedou.
Stará núbijská abeceda, kterou používala staronúbijština, obsahovala znaky řecké unciály a koptská a meroitská písmena, která měla svůj původ v Démotickém písmu.

## Forma
Koptská abeceda byla prvním egyptským systémem zápisu, který uváděl samohlásky a dokázala zaznamenat interpretaci i případných starších egyptských textů. Před ní sice některé egyptské slabiky obsahovaly sonory, ale bez samohlásek, což se později v sahidském dialektu koptštiny značilo vodorovnou čárkou nad slabikou a označovalo vlastně zkratku, např. ⳪. Existovaly různé diakritické značky, které používaly koptské písařské školy. Některé používaly apostrof pro označení slov a příklonek, jiné používaly dvojtečku (anglicky dieresis) nad ⲓ a ⲩ k označení začátku další slabiky, příp. stříšku (Vokány, anglicky circumflex) nad každou samohláskou pro stejný účel.
Koptská abeceda je založena většinou ne řecké abecedě. Obsahuje 24 původem řeckých grafém a dalších 6, příp. 7, které se vyskytují v staroegyptském démotickém písmu. Tato variace počtu rozšiřujících znaků závisela na nářečí koptštiny, které abecedu používalo: 6 znaků používal sahidský dialekt, 7 bohairský a achmínský. Koptská abeceda obsahuje více příbuzných prvků s mateřskou řeckou alfabetou jako další dceřiná abeceda – cyrilice. Dokonce je možné, že právě koptská abeceda měla vliv na formování cyrilice. Koptskou abecedu lze přirovnat analogicky k islandské abecedě založené na latince, která má také za původními latinskými znaky i skupinu dalších rozšiřujících grafém.

## Abeceda
Písmena převzatá z démotického písma:
| SA |

| SA |

| f |

| f |

| M12 |

| M12 |

| F18 · Y1 |

| F18 · Y1 |

| U29 |

| U29 |

| k |

| k |

| D37 · t |

| D37 · t |

Znak Chaj má tvar <Ⳉ> <ⳉ> v achmínském a <Ⳋ> <ⳋ> v bohairském nářečí, oba pro neznělou velární frikativu (IPA: x).

## Unicode
V normě elektronického typografického systému Unicode byla nejdříve většina znaků společná s řeckou abecedou, ale od verze 4.1 z roku 2005 se tato skupina rozdělila na dva samostatné bloky. Nový blok koptské abecedy je v intervalu U + 2C80 - U + 2CFF. Starší řecký blok obsahuje i nyní sedm koptských písmen přebraných z démotického písma a je potřebný pro úplnou implementaci koptštiny v elektronické typografii.